# 紅磡海濱花園

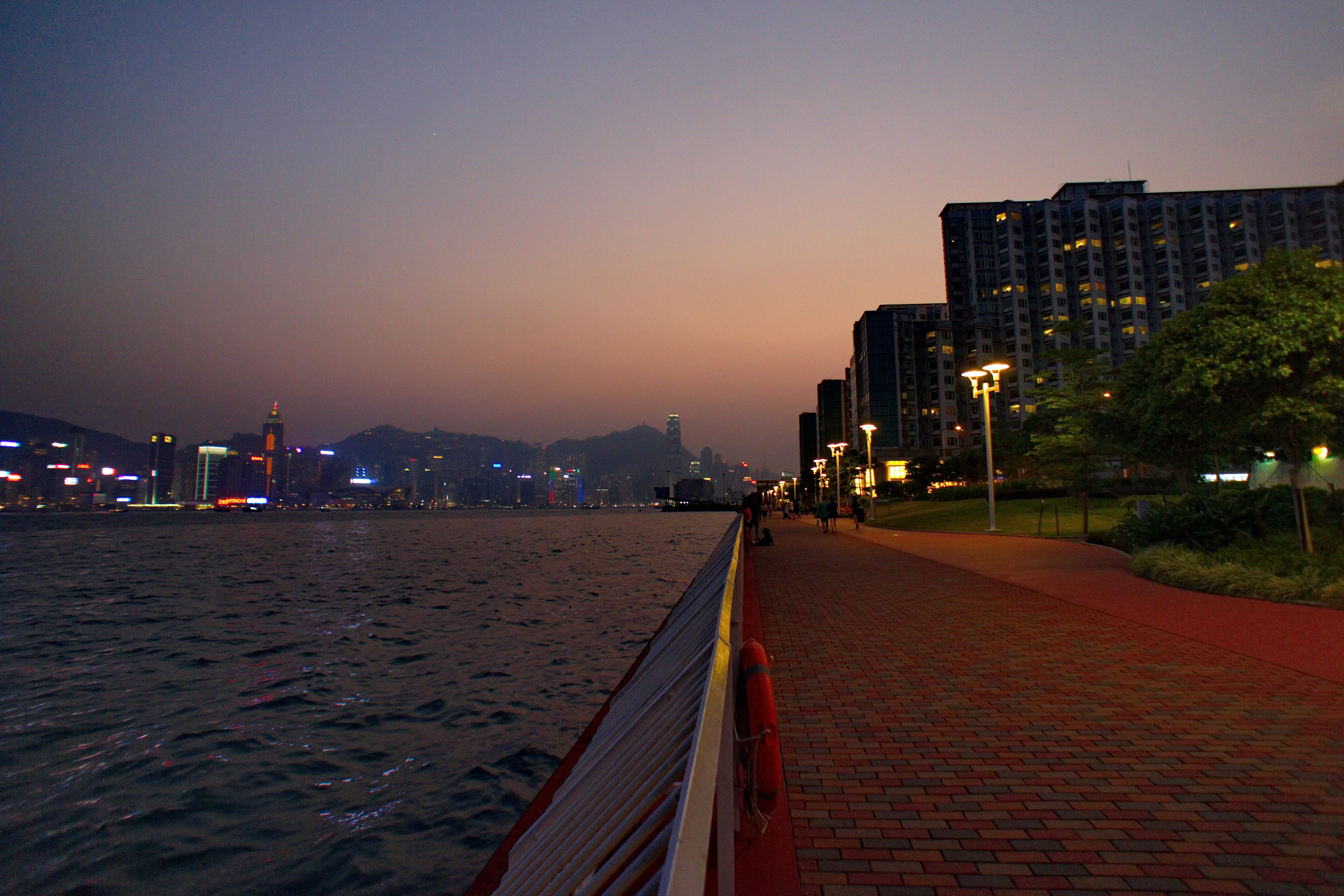
暮色下的紅磡海濱花園

紅磡海濱花園（英語：Hung Hom Promenade），又稱紅磡海濱長廊，是香港的一個海濱公園，位於九龍紅磡灣海旁，可看到維多利亞港海景。公園全長約250米，東至紅磡碼頭並與紅磡海濱長堤連接，西至建灣街並與尖沙咀海濱花園延伸部份連接。公園現時由香港康樂及文化事務署管理。

## 歷史
2009年，土木工程拓展署開始籌備於紅磡碼頭以西的海邊興建海濱長廊，以便市民經海濱來往尖沙咀與紅磡兩地。有關工程於2010年8月初動工興建，並於2011年9月3日落成啟用。新海濱花園佔地1.25公頃，全長約500米，其中位於九龍城區的一段劃作紅磡海濱花園，位於油尖旺區的一段則劃作尖沙咀海濱花園延伸部份。新海濱花園連貫了尖沙咀與紅磡的海濱，讓市民可由尖沙咀天星碼頭，經尖沙咀海濱花園、紅磡繞道行人通道、尖沙咀海濱花園延伸部份、紅磡海濱花園、紅磡海濱長堤及大環山公園海濱長廊，步行往紅磡海逸豪園。
2021年，政府計劃使用約2.7億元改建紅磡海濱花園，發展建灣街休憩用地及建造模擬昔日黃埔船塢造船情景。花園沿途將設置避雨亭、草坪等。工程需時約3年完成。